# Let's Get It On (chanson)
 (mars 2008).
Si vous disposez d'ouvrages ou d'articles de référence ou si vous connaissez des sites web de qualité traitant du thème abordé ici, merci de compléter l'article en donnant les références utiles à sa vérifiabilité et en les liant à la section « Notes et références ».
Singles de Marvin Gaye
I Want to Come Home for Christmas Come Get to This
Pistes de Let's Get It On
Please Stay (Once You Go Away)
Let's Get It On est une chanson de Marvin Gaye sortie le 15 juin 1973. Elle figure sur l'album Let's Get It On.
Cette chanson est très connue pour son côté romantique.